# Arantxa Iturbe
Arantxa Iturbe Maiz, (Alegría de Oria, Guipúzcoa, 9 de junio de 1964) es una periodista, locutora y escritora española.

## Biografía
Arantxa Iturbe Maiz es licenciada en Ciencias de la informacionn por la Universidad de Navarra. Desde la década de los 80 trabaja en la emisora Euskadi Irratia. En la década de 1990 comenzó como articulista los periódicos El Diario Vasco y posteriormente en Gara.
En 1992 se dio a conocer como escritora, su obra teatral Maite, maite, maitea publicada por el Gobierno Vasco pasó a emitirse en la radio como radionovela.
Además en 1992 publicó su primer de cuentos Ezer baino lehen y en 1995 publicó el segundo, Lehenago zen berandu. En ambos libros de cuentos el tema principal son las relaciones interpersonales y sobre todo la relación amorosa, con las mujeres como protagonistas más destacados. En muchos de sus cuentos habla de la soledad de las parejas, los malentendidos y los celos. Su estilo es cercano a las formas orales y siempre se ha mostrado partidaria de la prosa sencilla y directa. Cuando publicó su primer libro de cuentos y declaró que había hecho un libro "ligero", tuvo que escuchar críticas negativas que le obligaron a declarar en la presentación de su segundo libro que la literatura ligera y la subliteratura son cosas muy diferentes. Las relaciones interpersonales son el principal tema de esos dos libros de relatos, pero unas relaciones llevadas a extremos, con situaciones incómodas, fruto del destino o de la mala suerte.
En 1999 publicó Ai, ama!, enmarcable en el género del ensayo y en el que reflexiona sobre los inconvenientes, las dudas y las satisfacciones que entraña la maternidad. Esta obra, editada por Alberdania, constituyó un éxito de ventas y en el 2001 Agurtzane Intxaurraga preparó una versión teatral, en colaboración con la propia escritora. En la VI edición de los Premios Max, de las Artes Escénicas en España que se celebraron el 5 de mayo de 2003 recibió el primer premio en la categoría de mejor autor teatral en euskera, por Ai, ama! Ha ganado este premio en otras dos ocasiones, en 2005 por Ixa / Equis y en 2011 por Aitarekin bidaian.
En el año 2000 recibió el premio de periodismo Rikardo Arregi por su trabajo como locutora y conductora del programa Goizean Behin.
En el 2001 publicó Nik eserita egiten dut eta zer? con la que inició su andadura en la literatura infantil. Esta obra ha sido traducida a varios idiomas entre otros al castellano y catalán, gallego...  
En 2006 publicó la obra Kontu-jaten donde se recogen los testimonios vitales de mujeres nacidas en las primeras décadas del siglo XX mezclando la realidad con un punto de ficción. El libro no es únicamente la transcripción de los testimonios recogidos en vídeo sino una novelización de sus vidas.

## Obra literaria

### Ensayo
- Ai ama! (1999, Alberdania)

### Literatura infantil
- Nik eserita egiten dut eta zer? (2001, Elkar)
- Amona basoan galdu zenekoa (2003, Elkar)
- Norak suhiltzaile izan nahi du (2003, Elkar)

### Relatos
- Ezer baino lehen (1992, Elkar)
- Lehenago zen berandu (1995, Alberdania)
- Bakarrizketan (2001, Alberdania): Kike Amonarriz, Pako Aristi, Harkaitz Cano, Andoni Egaña... recopilación de varios escritores y escritoras vascas.
- Kontu-jaten: gure herriko emakume eskarmentudunen mahaian (2006, Alberdania)
- Honetara ezkero (2017, Susa)[6]

### Novela
- Koaderno zuria (2017, Elkar)

### Teatro
- Maite, maite, maitea (1-15) (1992, Eusko Jaurlaritza)

#### Obras llevadas al teatro
- Kabaretztei (2017 Hika Teatroa)
- Gutun zuria (2016  Hika Teatroa)
- Ilargiaren bi aldeak (2011Hika Teatroa)
- Aitarekin bidaia (2009 Hika Teatroa)
- Zeta (2005 Alessandro Bariccoren obraren itzulpena eta egokitzapena)
- Chaplin tropela (1990 Hika Teatroa)

## Traducciones
Obras de Arantxa Iturbe traducidas a otros idiomas:
Nik eserita egiten dut
- (en catalán) Jo ho faig assegut (Barcelona: La Galera, 2001) trad. Maria Josep Escrivà i Vidal
- (en catalán) Jo ho faig assegut (Valencia: Tandem, 2008) trad. Maria Josep Escrivà i Vidal
- (en gallego)  Eu fágoo sentado (Vigo: Galaxia, 2001) trad. Xesús Carballo Soliño
- (en aragonés)  Yo lo foi asentato (Villanueva de Galligo: Xordica, 2001) trad. Chabier Tomás Arias
- (en asturiano) Fáigolo sentáu ¿y qué? (Gijón: Llibros del Pexe, 2001) trad.  Xilberto Llano
- (en castellano) Yo lo hago sentado (Barcelona: La Galera, 2001) trad. Jorge Giménez

Ai ama!
- (en castellano) ¡Ay, madre! (Irún: Alberdania, 2001) trad. Jorge Giménez
- (en castellano) ¡Ay madre! (Irún: Alberdania-Alga, 2006) trad. Jorge Giménez

Lehenago zen berandu
- (en castellano) Ya ni siquiera es tarde! (Irún: Alberdania, 2005) trad. Jorge Giménez

Hamaika arrosa
- (en castellano) Once rosas in Otamendi, J.L., Desde aquí (Antología del cuento vasco actual), (Hiru, 1996) trad. B. Montoio

Maria eta Jose ; Pañuelo gorria lepoan
- (en castellano) María y José ; El pañuelo rojo in Olaziregi, M.J., An anthology of Basque short stories (Center for Basque Studies, 2004) trad. A. Gabantxo
- (en italiano) Maria e Jose ; Un foulard rosso al collo in Olaziregi, M.J. Pintxos. Nuovi racconti baschi” (Gran Via Edizioni, 2005) trad. R. Gozzi
- (en polaco) Maria i Józef ; Czerwona chusta na szyi in A.A, Kontu-kontari. Opowiadania baskijskie (TIPI, 2001) trad. A. Wiacek

Nik arrazoi ; Gehiago galderarik ez
- (en polaco) Mialam Racje ; Tylko zádnych prosze! in Pewnej nocy w parku: opowiadania baskijskie (Rebis: 2000) trad. A. Szofer & A. Zawiszewski

Gehienez bost hilabete
- (en inglés) Five months at most in Ayerbe, M. Our wrs: short fiction on basque conflicts (Center for Basque Studies, 2012) trad. A. Gabantxo

## Premios

### Premios literarios
- Riiiiing Julene Azpeitia Saria, 1999
- Maiteak, denak Donostia Hiria Saria, 2001

### Premios de teatro
- Premios Max. VI edición. 2003. Autoría teatral en euskera. Ai ama!
- Premios Max. VIII edición. 2005.  Autoría teatral en euskera. Ixa / Equis
- Premios Max. XIV edición. 2011. Autoría teatral en euskera. Aitarekin bidaian